# Tobias Verhaecht

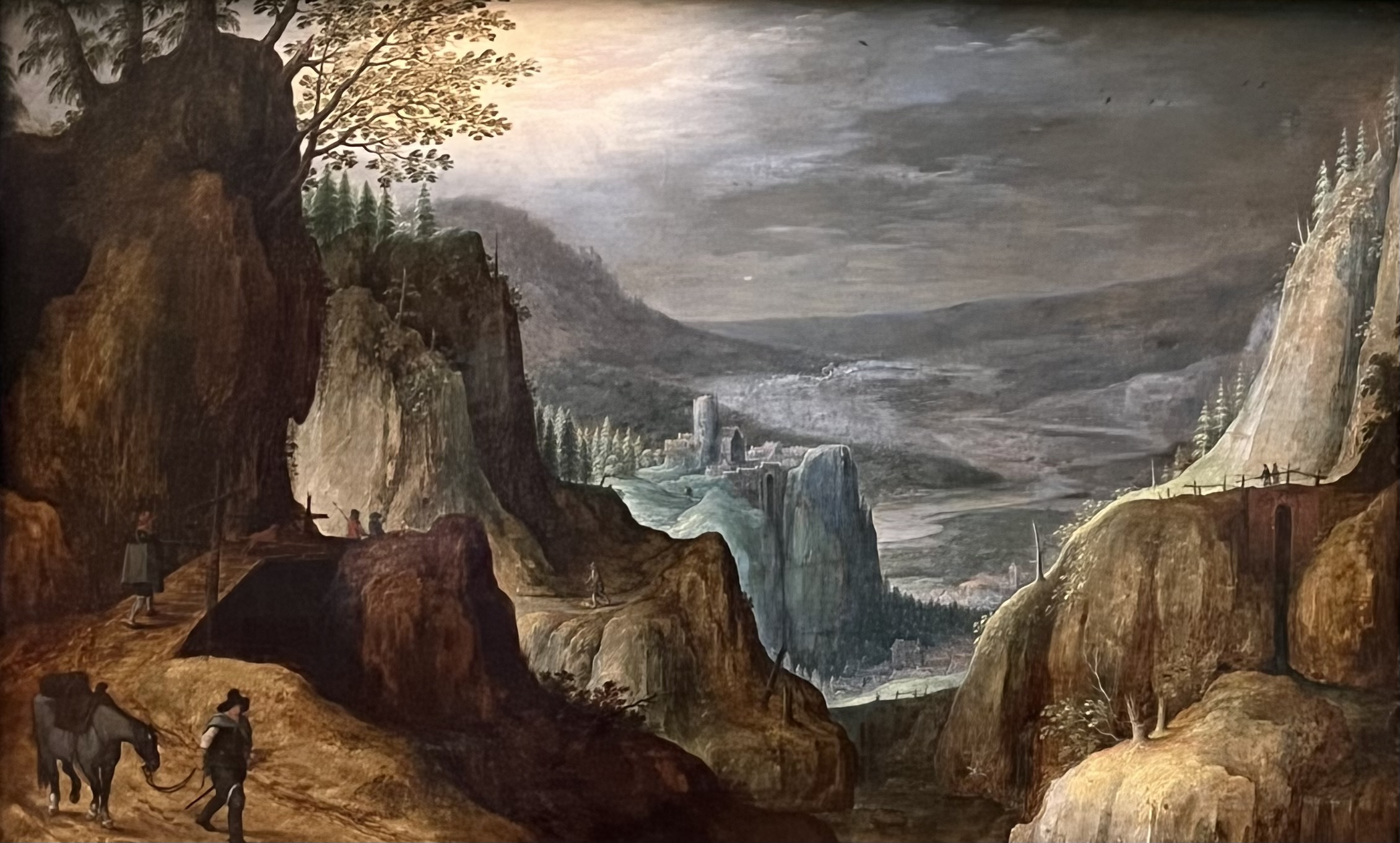
Fantastyczny krajobraz górski

Tobias Verhaecht (wym. /ˈtoːbi̯as vərˈhaːçt/; ur. 1561 w Antwerpii, zm. 1631 tamże) – flamandzki malarz i rysownik, aktywny także we Włoszech.

## Życiorys
W latach 1580–1590 przebywał we Włoszech. Pracował na dworze wielkiego ksiącia Toskanii Franciszka I Medyceusza. Potem przeniósł się do Rzymu, gdzie zyskał reputację malarza fresków pejzażowych. Następnie wrócił do Antwerpii, gdzie w 1590 został mistrzem gildii św. Łukasza. W 1594 zlecono mu zaprojektowanie dekoracji triumfalnego wjazdu do Antwerpii arcyksięcia Austrii Ernesta Habsburga.
Był pierwszym nauczycielem Rubensa, uczył malarstwa swoich synów Willema i Pietera; jego uczniami byli także m.in. Jacques Backereel, Marten Ryckaert, Cornelis Bol, Abraham Matthys.

## Twórczość
Inspirował się twórczością Joosa de Mompera młodszego i Gillisa van Coninxloo. Malował wyimaginowane panoramiczne pejzaże górskie i szerokie perspektywy, zdominowane przez nagie formacje skalne. Jego obrazy i rysunki często były konstruowane wokół zestawienia interesujących topograficznie i niezwykłych detali. Oprócz pejzaży zachowało się kilka precyzyjnych obrazów z Wieżą Babel oraz ze scenami religijnymi.